# Juraj Doža
Juraj Dózsa ili Juraj Doža (mađ. Dózsa György, nje. Georg Dózsa, rum. Gheorghe Doja, slk. Juraj Dóža, srp. Ђерђ Дожа) (?, 1475. – ?, 1514.), vođa bune mađarskih seljaka. Pripadao sitnom sedmogradskom (erdeljskom, transilvanskom) plemstvu

## Životopis
Iz obitelji sekeljske podskupine, iz obitelji sitnog plemstva u Sedmogradskoj. Istaknuo se u prijašnjim protuturskim ratovima. Kada je ostrogonski nadbiskup Toma Bakač 1514. objavio križarski rat protiv Osmanlija, na čelo seljačke vojske križara (kuruca) postavio je Dózsu. Velik priljev seljaka u križarsku vojsku plemići su pokušavali spriječiti drastičnim mjerama. Ti su postupci bili povod Dózsinoj seljačkoj buni. Kralj je zabranio križarsku vojnu, a nadbiskup je pod prijetnjom anateme opozvao svoj proglas o križarskom ratu. U četveromjesečnim borbama seljačka je vojska odnijela više pobjeda i prodrla u Erdelj, gdje je osvojila mnoge utvrđene gradove. Za opsade Temišvara Dózsinu seljačku vojsku napala je i porazila vojska Ivana Zapolje 15. srpnja 1514. godine. Sam Dózsa bio je zarobljen i okrutno pogubljen. Prema svjedočenju suvremenika, cijela seljačka vojska imala je 100 000 boraca, od kojih su nakon poraza plemići poubijali 70 000.